# Gołębiówka (województwo świętokrzyskie)
Gołębiówka – kolonia w Polsce położona w województwie świętokrzyskim, w powiecie pińczowskim, w gminie Działoszyce. Leży  przy DW768.
W latach 1975–1998 miejscowość należała administracyjnie do województwa kieleckiego.